# 이소은 (성우)
이소은(1977년 7월 19일 ~ )은 한국의 여자 성우다. 2006년 봄 투니버스 6기 공채 성우로 데뷔했다.

## 특징
- 중어중문학과 졸업이며, 혈액형은 A형이다.
- 2017년 기준 한국나이 41세이다.
- 학창 시절 방송에 관련된 일을 했다고 한다.
- 입사 전에는 대구 KBS 방송국에 입사하여 리포터로 일했다고 한다.
- 조카한테 성우 고모라고 불리고 싶어했다고 한다. 입사 결과 그녀의 소원을 이루었다고 한다.
- 2006년 4월, 입사 당시 30세 (만 28세)로 6기 여자들 중 최연장자이다.
- 기혼 상태이며, 슬하에 2남이 있다고 한다.
- 2008년 전속 기간이 종료되어 2009년 프리랜서가 됐다.

## 내력
고등학교 방송반, 대학교 때 대학방송국 활동을 한 적이 있었다. 중어중문학과를 나와 대구 KBS 리포터로 활동하다가 2006년 공채에 합격했다.
슬하에 아들을 2명 두고 있으며, 2009년부터 프리랜서로 일한다.

## TV 애니메이션 출연

### 투니버스
- 가정교사 히트맨 리본 (투니버스) - 마몬
- 개구리 중사 케로로 (투니버스) - 뽀양 / 난
- 결계사 (투니버스) - 간다 유리나 / 스미코 / 마지로
- 괴담 레스토랑 (투니버스) - 오다정, 진희, 황인성, 갓파, 태엽 할머니
- 꼬마 마법사 레미 비밀편 (투니버스) - 경애 / 주희 / 성태 / 진성 / 천덕 / 미나
- 꿈의 크레용 왕국 (투니버스) - 분홍 대신
- 나루토 질풍전 (투니버스) - 어린 사소리
- 내일의 나쟈 (투니버스) - 크림 / 알렉스
- 너에게 닿기를 (투니버스) - 쿠로누마 사와코
- 닌자보이 란타로 (투니버스) - 유키
- 닌자펭귄 땡글이 (투니버스) - 마미
- 달려라 이다텐 (투니버스) - 마미 도모군 (투니버스)
- 따끈따끈 베이커리 (투니버스) - 신나리 / 하이리
- 떴다! 럭키맨 (투니버스) - 나성 / 승리 인형 / 뻔한별 우주인
- 란마1/2 (투니버스) - 랑랑
- 록맨 에그제 스트림 (투니버스) - 메리 / 간호사
- 마법소녀 리리칼 나노하 (투니버스) - 노엘K.에리히카이트 / 선생님
- 메탈베이블레이드 (투니버스) - 유이
- 메르헤븐 (투니버스) - 릴리스
- 명탐정 코난 (투니버스) - 권설화, 송나래, 서민주, 오연주
- 몬스터 (투니버스) - 여자 1
- 몬스터 왕자 몽짱 (카툰네트워크) - 가희
- 무인행성 서바이브 (투니버스) - 사라
- 무적 철가방 (투니버스)
- 배틀짱 (투니버스) - 윤파오
- 베베데빌 (투니버스) - 떡보, 덴티
- 뷰티풀 조 (투니버스) - 로빈
- 브랏츠 - 밤샘파티 대모험 (투니버스) - 클로에
- 블리치 (투니버스, 애니맥스) - 혼다 치즈루 / 이세 나나오 / 이치고 엄마 / 어린 렌지 / 핀타 / 프리드 / 야도마루 리사
- 사랑은 콩다콩 (투니버스) - 소희
- 사무라이 참프루 (투니버스) - 기생 3 / 아이 엄마
- 스켓 댄스 (투니버스) - 스위치 엄마 / 여유령 / 임아영
- 신비아파트 시리즈 (투니버스) - 유지미, 여학생
- 신비한 별의 쌍둥이 공주 (투니버스) - 리오네 / 나를로 / 플라워 / 몽몽골렘 / 이다
- 신비한 별의 쌍둥이 공주 꼬옥! (투니버스) - 리오네 / 게임 기계
- 아따맘마 (투니버스) - 보라 엄마, 현서 엄마
  - 새로운 아따맘마 (투니버스) - 은별, 보라 엄마
- 아이 엠 스타!(투니버스) - 체리
- 엘르멘탈 제라드 (투니버스) - 올가 / 스트 레인져 3
- 엘리엇 키드 (투니버스) - 브리짓 선생님
- 엠마:영국 사랑 이야기 (투니버스) - 콜린 존스
- 오란고교 사교클럽 (투니버스) - 여학생 1
- 요괴인간 타요마 3기:공존의 시작 (투니버스) - 유메코
- 요괴인간 타요마 5기 (투니버스) - 수달
- 우주인 타로 (투니버스) - 엄마 / 멘멘
- 울트라 B (투니버스) - 금강
- 웨딩피치 (투니버스) - 제시카
- 위험 최강 단거 할아버지 (투니버스)
- 은혼 (투니버스)
- 음양대전기 (투니버스) - 쿠라다유 / 카스미
- 쟈니테스트 (투니버스) - 릴라 테스트(엄마)
- 짱구는 못말려 (투니버스) - 배우경
- 지켜줘 롤리팝 (투니버스) - 트리아
- 츠바사 크로니클 (투니버스) - 시청 직원
- 침푸이 (투니버스) - 미주 / 자라시 / 루루비아
- 카레이도 스타 OVA 불사조의 전설 (투니버스) - 류
- 캐릭캐릭 체인지 시리즈 (투니버스) - 스우
  - 캐릭캐릭 체인지 두근두근 (투니버스) - 스우
  - 캐릭캐릭 체인지 파티 (투니버스) - 스우
  - 캐릭캐릭 체인지 쁘띠 (투니버스) - 스우
- 쾌걸 조로리 2기 (투니버스) - 퀴즈
- 트리니티 블러드 (투니버스) - 웬디 / 미르카 포르투나 / (로라 비테즈) - 사다하루 / 케츠노 아나운서
- 흑마녀 나가신다 (투니버스)

### KBS
- 롤링스타즈 (KBS) - 톰 / 수지 / 네로
- 놓지마 정신줄 (KBS2) - 일등
- 파파독: 개수상한 이웃 (KBS2) - 백설기(별이 이모)
- 프랭키와 친구들 (KBS) - 뚜, 퐁, na
- 핑크퐁 원더스타 - 호기, 마이언, 망고새, 꽉꽉이
- 명탐정 핑크퐁과 호기 - 호기, 마이언, 망고새, 꽉꽉이
- 핑크퐁과 호기: 새 친구 니니모 - 호기, 망고새, 꽉꽉이

### 타사
- 쌍둥이 맑음 - 김별이
- 스킵비트 (애니맥스) - 마츠나이 루리코
- 오늘부터 마왕 (애니맥스) - 에페
- 우주에서 온 모자코 (애니맥스) - 달호 / 모자리
- 우파루의 모험 (SBS)
- 최강! 탑플레이트 (SBS) - 백초은
- 킹라이온 볼트론 포스 (대원방송)
- 타스의 풀이풀이 사자성어 (MBC)
- 파페포포 (SBS) - 포포
- 흑집사 (애니박스) - 엘리자베스(리지)
  - 흑집사 스페셜 (애니박스) - 리지
- 긴급 구조 친구들(디즈니+) - 페이 대장
- 키테레츠 대백과(카툰 네트워크 코리아) - 신오월, 이복희, 왕은미, 서유리

## 극장판 애니메이션
- 이누야샤 극장판 4기 - 홍련의 봉래도 (투니버스) - 모에기
- 명탐정 코난 극장판 14기 - 천공의 난파선 (투니버스) - 서세진
- 개구리 중사 케로로 극장판 5기 - 기적의 사차원섬 (투니버스) - 라나
- 엄마 까투리 (EBS) - 엄마 까투리 / 각순
- 로리락 (EBS) - 아이리스 (시즌 2)
- 악동 프레디 길들이기 - 제이콥
- 빨간 머리 앤 - 그린 게이블로 가는 길 - 릴리
- 명탐정코난 극장판 9기-수평선상의 음모 - 배수연
- 늑대아이 - 시노 / 소헤이 아줌마
- 니코: 산타비행단의 모험 - 윌마
- 빌리와 용감한 녀석들 2 - 빌리
- 유다의 사자 : 부활절 대모험 - 에즈메이
- 빅풋 주니어 - 밀드레드 / 여직원
- 아기돼지 3형제와 쿵푸랜드 - 뚱이
- 마야2 - 스핀더
- 커다랗고 커다랗고 커다란 배 - 세바스찬
- 명탐정 코난: 제로의 집행인 - 오연주
- 신비아파트: 금빛 도깨비와 비밀의 동굴 - 유지미
- 극장판 신비아파트: 하늘도깨비 대 요르문간드 - 유지미
- 다마고치 극장판 1기: 두근두근 우주의 미아 (카툰네트워크) - 쿠로마메치
- 다마고치 극장판 2기: 우주제일의 행복한 이야기 (카툰네트워크) - 쿠로마메치

## 외화
- 신비한 동물들과 그린델왈드의 범죄 - 번티(빅토리아 예이츠)
- 가면라이더 파이즈 (투니버스)

## 게임
- 루니아 전기 - 아르타
- 테일즈런너 - 유키
- 사이퍼즈 - 광휘의 앨리셔, 격류의 샬럿
- 메이플스토리 - 아리아, 시그너스, 이리나
- 던전 앤 파이터 - 초롱이, 쇼난 아스카, 무투대회 여성 APC, 하부브, 미스트랄
- 에이지 오브 코난
- 최강의 군단 - 오드리, 그레텔
- 화이트데이: 학교라는 이름의 미궁(2015) - 설지현
- 아이러브커피N - 힐다, 포츈